# Cosmarium entochondrum
Cosmarium entochondrum  là một loài Song tinh tảo trong họ Desmidiaceae, thuộc chi Cosmarium.